# Charles Clibbon
Charles Clibbon (Charles Thomas Clibbon; * 3. Februar 1895 in Ware, Hertfordshire; † 4. April 1975 in Harmondsworth, London Borough of Hillingdon) war ein britischer Langstreckenläufer.
Bei den Olympischen Spielen erreichte er 1920 in Antwerpen im Finale über 10.000 m nicht das Ziel. 1924 in Paris kam er über 5000 m auf den sechsten und über 10.000 m auf den 14. Platz.
1920 wurde er Englischer Meister über zehn Meilen.

## Persönliche Bestzeiten
- 5000 m: 15:19,6 min, 16. September 1919, Southend-on-Sea
- 10.000 m: 32:08,8 min, 19. August 1920, Antwerpen